# Edward Herbert, 3. Baron Herbert of Chirbury

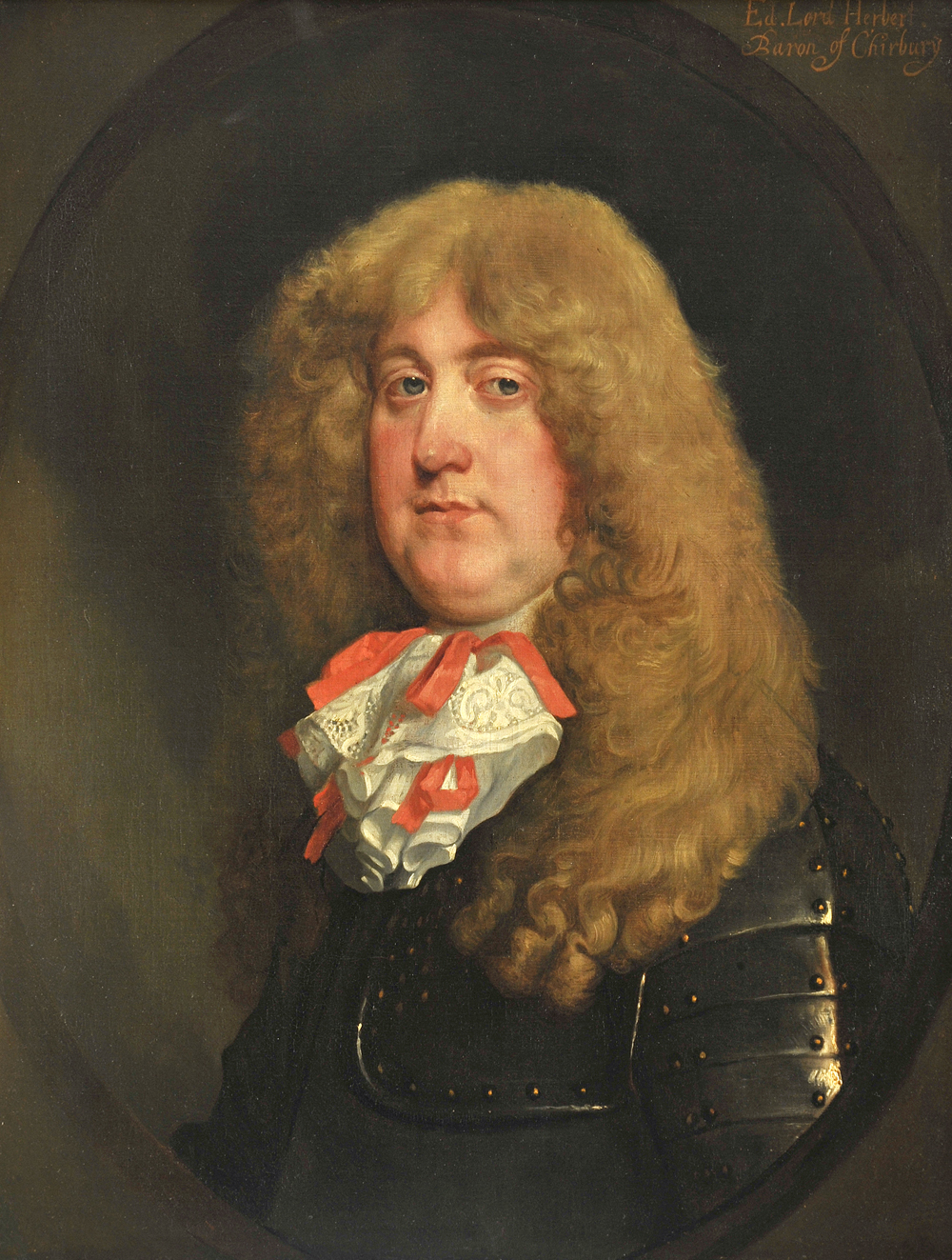
Edward Herbert, 3. Baron Herbert of Chirbury, Porträt von Gerard Soest um 1676

Edward Herbert, 3. Baron Herbert of Chirbury (* 1633; † 9. Dezember 1678) war ein englischer Adliger und Militär.
Herbert war der Sohn von Richard Herbert, 2. Baron Herbert of Chirbury, und dessen erster Gattin Mary Egerton. Beim Tod seines Vaters am 13. Mai 1655 erbte er dessen Adelstitel.
1659 beteiligte er sich am royalistischen Aufstand in Cheshire unter Sir George Booth zugunsten Karls II. Der Aufstand scheiterte und er geriet kurzzeitig in Gefangenschaft. Nach der Restauration hatte Herbert ab 1660 bis 1678 das Amt des Custos rotulorum in Montgomeryshire, von 1666 bis 1678 auch in Denbighshire inne. 1669 wurde er Mitglied des Privy Council.
Er heiratete vor 1660 Anne Middleton, Tochter des Sir Thomas Middleton of Chirk († 1666). Nach deren Tod heiratete er 1673 in zweiter Ehe mit Elizabeth Brydges, Tochter des George Brydges, 6. Baron Chandos († 1655).
Herbert starb 1678 und wurde in der Westminster Abbey begraben. Da er keine Söhne hatte, erbte sein jüngerer Bruder Henry Herbert seine Adelstitel. Seine Witwe heiratete nach seinem Tod noch dreimal, nämlich William O’Brien, 2. Earl of Inchiquin († 1692), Charles Howard, 4. Baron Howard of Escrick († 1715) und einen „Mr. George“.